# Dick Tracy vs. Crime, Inc.

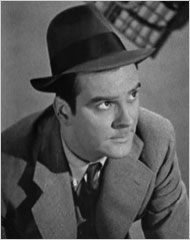
Ralph Byrd, que interpretou Dick Tracy nos quatro seriados da Republic.

Dick Tracy vs. Crime, Inc., também conhecido como Dick Tracy vs. Phantom Empire, é um seriado estadunidense de 1941, gênero policial, dirigido por William Witney e John English, em 15 capítulos, estrelado por Ralph Byrd, Michael Owen e Jan Wiley. O seriado foi produzido e distribuído pela Republic Pictures, veiculando nos cinemas estadunidenses a partir de 27 de dezembro de 1941.
Foi baseado no personagem Dick Tracy das histórias em quadrinhos, criado por Chester Gould. Foi o 24º dos 66 seriados produzidos pela Republic Pictures, e o 4º seriado com o personagem Dick Tracy, sendo que os três anteriores foram Dick Tracy, em 1937, Dick Tracy Returns, em 1938 e Dick Tracy's G-Men, em 1939. Nos quatro seriados o personagem foi interpretado pelo mesmo ator, Ralph Byrd.

## Sinopse
Dick Tracy e seus aliados encontram-se contra um vilão conhecido como”The Ghost”, que tem a capacidade de se tornar invisível.

## Elenco
- Ralph Byrd … Dick Tracy
- Michael Owen … Bil Carr
- Jan Wiley … June 'Eve' Chandler
- John Davidson … Lúcifer
- Ralph Morgan … J.P. Morton/ The Ghost
- Kenneth Harlan … Tenente da Polícia Cosgrove
- John Dilson … Henry Weldon
- Howard C. Hickman … Stephen Chandler
- Robert Frazer … Daniel Brewster
- Robert Fiske … Walter Cabot
- Jack Mulhall … Jim Wilson
- Hooper Atchley … Arthur Trent
- Anthony Warde … John Corey
- Chuck Morrison … Trask
- Forrest Taylor … empregado de Netzikoff

## Produção
Dick Tracy vs. Crime, Inc. teve o custo de $175,919.
Foi filmado entre 17 de setembro e 24 de outubro de 1941, sob o título provisório Dick Tracy Strikes Again e Dick Tracy's Revenge. Foi a produção nº 1097.
As cenas das ondas gigantes atingindo Nova York foram reutilizadas do filme da RKO Pictures Deluge (“Dilúvio”), de 1933.

### Cliffhangers
A maioria dos cliffhangers foi reutilizada de imagens de arquivo dos seriados anteriores de Dick Tracy.

## Lançamento

### Cinema
A data oficial do lançamento de Dick Tracy vs. Crime, Inc.' é 27 de dezembro de 1941, durante a semana de natal, porém essa é a data da liberação do 7º capítulo.
O seriado foi relançado em 8 de outubro de 1952, sob o título Dick Tracy vs. Phantom Empire, entre o relançamento de Zombies of the Stratosphere e Jungle Drums of Africa.

## Recepção crítica
O historiador de cinema William C. Cline refere que os seriados de Dick Tracy foram “insuperáveis no campo de ação”, acrescentando que “em qualquer lista de seriados lançados depois de 1930, os quatro seriados de Dick Tracy da Republic destacam-se como clássicos de suspense policial, e serviram de modelo para muitos outros a seguir”. Ele descreve Dick Tracy vs. Crime, Inc. como um dos mais espetaculares de todos os seriados.
Esta foi um seriado muito popular quando foi lançado e, na opinião de Harmon e Glut, o melhor dos seriados Dick Tracy.

## Capítulos
1. The Fatal Hour (28 min 12s)
2. The Prisoner Vanishes (16 min 51s)
3. Doom Patrol (16 min 52s)
4. Dead Man's Trap (16 min 44s)
5. Murder at Sea (16 min 41s)
6. Besieged (16 min 42s)
7. Sea Racketeers (16 min 58s)
8. Train of Doom (16 min 48s)
9. Beheaded (16 min 46s)
10. Flaming Peril (16 min 58s)
11. Seconds to Live (16 min 41s)
12. Trial by Fire (16 min 41s)
13. The Challenge (16 min 45s)
14. Invisible Terror (16 min 40s)
15. Retribution (16 min 43s)

Fonte: